# 白い教会
「白い教会」（しろいチャペル）は、西城秀樹の15枚目のシングル。1975年10月25日にRCAから発売された。

## 解説
- 「愛の十字架」をモチーフにした曲調の絶唱型の系譜の作品である。
- オリコンでは最高位4位（100位内18週）、22.6万枚のセールスだった[1]。
- 『第26回NHK紅白歌合戦』では、パイプオルガンの演奏をバックにこの曲を歌唱した。
- ジャケットにはタイトルの「教会」に「チャペル」という振り仮名があるが[2]、音楽番組では「白いきょうかい」と紹介された。

## 収録曲
1. 白い教会
作詞：たかたかし／作曲：鈴木邦彦／編曲：あかのたちお
2. カモン・ベイビー
作詞：一の宮はじめ／作曲：吉野ふじ丸／編曲：惣領泰則、吉野ふじ丸

## この頃のできごと
- 1975年11月3日 - 日本人のソロ歌手として史上初の日本武道館でのリサイタルを開催した[3]（以降、1985年まで毎年恒例となる）。
- この年のブロマイド年間セールスでトップに輝く。その後も1976年、1978年、1979年も男性歌手部門で第1位となり、歴代の通算1位獲得月数で新記録を樹立する[要出典]。